# Johannes Staricius
Johannes Staricius, auch Staritius, Startz, Pseudonyme/Anagramme Jonas a Strein, fides ChriStiana (* um 1580 in Schkeuditz; † nach 1624) war ein deutscher Dichter, Jurist, Komponist und Alchemist.

## Leben
Johannes Staricius wurde um 1580 in Schkeuditz geboren und studierte in Leipzig (als Minderjähriger immatrikuliert im Sommer 1590), Wittenberg (ab März 1599) und Rostock (ab September 1607). Sein Leben und Werk ist dann von wechselnden Orten und Tätigkeiten geprägt; Schneider charakterisierte ihn 1929 als „landfahrende[n] Charlatan“.
1609 trat Staricius als Herausgeber eines Liederbuchs auf, bei welcher Gelegenheit er sich als Poeta Laureatus und Organist bezeichnete. Doch auch juristische Kenntnisse muss er gehabt haben, denn auch als „Publicus Notarius“ figurierte er, evtl. hat er dieses Amt in Heidelberg und Aschaffenburg ausgeübt. 1615 folgte die Herausgabe seines „Heldenschatzes“, s. u. Doch es blieb nicht beim „Heldenschatz“, Staricius gab im Lauf der Jahre ganz unterschiedliche Werke heraus. Im Jahr 1618 allein erschienen unter seinem Namen eine Neuausgabe des Heldenschatzes und ein „Discursus Politicus“ zum Religionsfrieden. Zudem fungierte er als Herausgeber einer Rosenkreuzerschrift in deutscher Übersetzung, einer Sammlung von theologischen Paracelsus-Schriften und gleich mehrerer Schriften des Chiliasten Valentin Weigels, die jedoch allesamt nicht authentisch sind. Im gleichen Jahr 1618 stand Staricius mit Gebhard Johann I. von Alvensleben im Briefwechsel und organisierte für diesen den Import von Aurum potabile des englischen Alchemisten Francis Anthony.
Ab 1620 hielt sich Staricius dann in Hamburg auf und gab dort ein kirchliches Gesangbuch heraus. 1621/2 zeigte sich eine noch neue Seite in Staricius’ Schaffen; ein juristisches Handbuch zu Verfahrensregeln eines Reichstages erschien unter seinem Namen, das jedoch ebenfalls ein Plagiat darstellt. Ende 1622 wohnte er sodann einer Disputation mit Jakob Böhme bei, den er scharf angriff. 1623/4 gab er weitere Paracelsus-Schriften heraus, und 1624 kam es in Lübeck zu aktenkundigen „Händeln“, bei denen Joachim Morsius, Staricius und anderen u. a. vorgeworfen wurde, böse und „zauberische“ Bücher zu besitzen. Nach 1624 ist noch kein weiteres Lebenszeichen mehr von ihm entdeckt worden.

## Wirken
Neben den oben erwähnten Paracelsusschriften gründet sich Staricius’ Nachruhm vor allem auf sein 1615 erschienenes erstes und bei weitem bekanntestes, im weiteren Sinne „alchemistisches“ Werk, den „Heldenschatz“. Dabei handelt es sich um ein im Laufe der Zeit in Neudrucken erweitertes Sammelsurium von mehr oder weniger „magischen“ Rezepten. Pikanterweise muss sich Staricius später gegen den von Jacob Alstein vorgebrachten Vorwurf zur Wehr setzen, er habe bei Heinrich Khunrath abgeschrieben. Allerdings hatte Staricius zum einen selbst im Vorwort darauf hingewiesen, sein Werk basiere auf dem Manuskript eines Alchemisten (bei dem es sich um Alstein selbst handelt), das dieser bei ihm „vergessen“ habe. Es handelte sich um ein Manuskript Heinrich Khunraths mit dem Titel „Consilium de Vulcani Magica Fabrefactione Armorum Achillis“ von 1597, das in alchemistischen Zirkeln zwar geheim gehalten wurde, aber doch recht weit verbreitet war. Der Titel geht auf eine Szene aus der klassischen Antike zurück, nämlich die aus Homers Illias bekannte Darstellung der Herstellung der Rüstung des Achilles durch den Gott Vulkan, der diese auf Wunsch der Göttin Venus aus verschiedenen Metallen herstellt. Und trotz aller Alchemie handelt es sich im Kern um „eine Schutz-, besser Kunstkammer für „Helden“ oder doch für Kriegsleute, ein militärisches Handbuch“. Staricius gedruckte Version, der Heldenschatz, oder genauer die als „HeldenSchatz / Das ist; Naturkündliches Bedencken vber vn[d] bey Vulcanischer / auch Natürlicher Magischer Fabrefaction vnd zubereitung der Waffen deß Helden Achillis in Griechenlandt“ erschienene Schrift, wurde sehr populär, und ihr Glanz nahm über die Jahrhunderte eher zu als ab. Hereward Tilton hat in seiner Darstellung Ausgaben aus den Jahren 1615, 1616, 1624, 1647, 1655, 1658, 1676, 1682, 1685, 1694, 1702, 1720, 1730, 1734, 1743, 1750, 1840, 1855 und sogar 1978 gefunden.

## Schriften
- HeldenSchatz/ Das ist; Naturkündliches Bedencken uber un[d] bey Vulcanischer/ auch Natürlicher Magischer Fabrefaction und zubereitung der Waffen deß Helden Achillis in Griechenlandt : Daraus neben viele[n] Secretis zu vernehmen/ was zu soderbarer Martialischer Außrüstung eines Kriegshelden und Ritters fürnemblich gehörig. Frankfurt 1615. Erweiterte Auflage von 1616 digital abrufbar beim MDZ.
- Discursus Politicus, Oder Rathliches Bedencken/ Von der Nothwendigen und wichtigen Frag/ und Bescheidt: Ob es Heylsam und nützlich sey im heiligen Römischen Reich Teutscher Nation/ Uniones und Bündnussen/ auffzurichten/ Einzugehen und zuschliessen. Frankfurt 1618. Digital abrufbar beim MDZ.
- Dreyerley Arcana An die Hocherleuchte und Kunstreiche Herrn der Philosophischen Fraternitet Vom RosenCreutz : In welchen E.H. und H. Fraternitet umb eine günstige Unterrichtung gefragt wird / Gestellet Von einem besondern Liebhaber/ Göttlicher und Natürlicher Geheimbnüssen/ und löblicher Künste. Frankfurt 1619. Digital abrufbar bei der SLUB.
- Holsteinische Mertzenviol/ Das ist/ Ein gantz new andächtiges Gesangbüchlein/ allen Gott ergebenen Evangelischen Hertzen in hitz der Anfechtung zur erkühlung/ auch zum trost der desperaten blöden Gewissen/ gegen jetzige letzte böse zeiten verfasset/ und auff Herrn Lutheri, Christmilter gedächtnüß gewöhnliche Kirchen Melodeyen accommodiret. Hamburg 1620. Digital abrufbar bei der UB Rostock.
- Leibfarbe CreutzRose Besprenget mit Edlem TraubenSafft deß Rosinroth bekleideten Keltertredters auß Edom : Das ist: Ein newes Geistliches Gesangbüchlein .... . Hamburg 1620. Digital abrufbar bei der UB Rostock.
- Comitiorum Fidus Achates, Das ist: Zu den Kayserlichen Reichstägen getrewer Geleidsmann : Darinnen in so eng gefaster kürtze/ als jmmer müglich/ die Praxis und gantze Modus procedendi, auch der gewöhnliche Stilus Curiae, inmassen der von alters herbracht/ beschrieben wird. Leipzig 1621. Die Auflage von 1622 ist digital abrufbar: doi:10.25673/opendata2-31801 bei der ULB Halle.